# Nektariusz Kazański
Nektariusz, imię świeckie: Nestor Zastolski (zm. przed 1563) – święty mnich prawosławny.
Szczegóły jego biografii są nieznane. W momencie wyjazdu arcybiskupa Guriasza do nowo powstałej eparchii kazańskiej towarzyszył mu razem ze swoim ojcem, Joannem Zastolskim. Surowo wychowywany przez ojca, od młodości pragnął zostać mnichem, chodził we włosienicy i pościł. Ostatecznie został zakonnikiem w monasterze Chrystusa Zbawiciela i Przemienienia Pańskiego w Kazaniu, przyjmując imię Nektariusz. Szybko jednak zmarł i został pochowany obok arcybiskupa Guriasza. Po jego śmierci również Joann wstąpił do tego monasteru, otrzymując imię Jonasz, a nad grobem hierarchy i syna wzniósł niewielką kaplicę, w której pochowano również jego.
W 1595 grób arcybiskupa Guriasza został otwarty. Według tradycji odnaleziono wówczas nie tylko nierozłożone ciało hierarchy, ale i mnichów Jonasza i Nektariusza, których w konsekwencji kanonizowano.